# Richmond Hill (Queens)
Pour les articles homonymes, voir Richmond Hill (homonymie).
Richmond Hill est un quartier de la municipalité de New York, situé au cœur de l'arrondissement du Queens.

## Démographie
Composition ethno-raciale en 2010, :
- Blancs non hispaniques (11,2 %)
- Hispaniques et Latinos (36,0 %)
- Asiatiques (27,4 %)
- Noirs (11,1 %)
- Métis (6,6 %)
- Autres (7,8 %)